# Ftn
FTN (Flextech Television Network) był brytyjskim kanałem telewizyjnym należącym do Virgin Media Television (wcześniej znanego jako Flextech) nadającym niekodowane treści na Freeview i Virgin Media oraz jako kanał subskrypcyjny na Sky.

## Zamknięcie
Latem 2007 roku ogłoszono, że Telewizja Virgin Media uruchomi nowy kanał, Virgin 1. Nowy kanał zostanie uruchomiony w poniedziałek 1 października 2007 roku. Kanał był próbą konkurowania przez Virgin Media ze Sky 1.
W wyniku tego nowego kanału ujawniono, że Ftn zamknie się, pozostawiając swoje pozycje EPG na Sky, Virgin Media i Freeview na Virgin 1.
Ftn zamknięto w poniedziałek 1 października 2007 o 6 rano, a Virgin 1 wystartował o 21:00 tego samego dnia.